# Cerro el Aguila
Cerro el Aguila is een stratovulkaan in het departement Sonsonate in El Salvador. De berg is ongeveer 2036 meter hoog.
De vulkaan is onderdeel van de vulkanische bergketen Cordillera de Apaneca. Ongeveer twee kilometer naar het zuidoosten ligt de vulkaan Cerro los Naranjos. Ongeveer twee kilometer naar het noordwesten ligt de vulkaan Cerro las Ranas. Ongeveer vier kilometer naar het oosten ligt de berg Cerro Malacara.